# Вишневецкий, Константин Иванович
Константин Иванович Вишневецкий (ум. 1574) — западнорусский князь и магнат герба Корибут, дворянин королевский (1570), староста житомирский и подвоевода киевский (1571—1574).

## Биография
Происходил из знатного и богатого княжеско-магнатского рода Вишневецких. Младший сын князя Ивана Михайловича Вишневецкого (1490—1542) и Анастасии Олизарович. Константин участвовал в отцовских походах против крымских татар. В 1542 году после смерти своего отца, князя Ивана Михайловича Вишневецкого, Константин получил во владение часть отцовского наследства. Принимал участие в Ливонской войне с Русским царством. За собственные деньги нанял отряд из двухсот гусар, во главе которого принял участие в военных действиях. В январе 1564 года князь Константин Вишневецкий участвовал в разгроме московского войска под командованием князя Петра Ивановича Шуйского в битве под Чашниками.
В 1569 году князь Константин Иванович Вишневецкий в составе делегации западнорусских магнатов ездил на польско-литовский съезд в Люблине. Вначале вместе с князьями Константином Константиновичем Острожским, Александром Чарторыйским, братом Андреем Вишневецким, Романом Фёдоровичем Сангушко и Андреем Капустой был противником заключения Люблинской унии между Польшей и Великим княжеством Литовским. На переговорах с польскими сенаторами князья-магнаты требовали сохранения старинных прав и привилегий западнорусской шляхты, православного вероисповедания и западнорусского языка. После исполнения поляками этих требований западнорусские князья, в том числе братья Константин и Андрей Вишневецкие, подписали унию, по условиям которой от Великого княжества Литовского были отторгнуты и включены в состав Польши украинские земли: Подляшское, Волынское, Киевское и Брацлавское воеводства.
В 1570 году Константин Иванович Вишневецкий был назначен дворянином королевским, в следующем 1571 году монарх Речи Посполитой Сигизмунд II Август своим универсалом назначил князя Вишневецкого старостой житомирским и подвоеводой киевским. В 1574 году он скончался и был похоронен в Киево-Печёрской лавре.

## Семья
Константин Иванович Вишневецкий был женат на Анне-Эльжбете Сверщ (ум. 1582). Дети:
- Константин Константинович Вишневецкий (1564—1641), воевода белзский и русский
- Александра Константиновна Вишневецкая (ум. 1582), жена с 1574 года воеводы новогрудского Николая Радзивилла (1546—1589)
- Анна Константиновна Вишневецкая (ум. 1591), жена каштеляна холмского Яна Замойского (ок. 1570—1619).